# Аарнио, Матти
Матти Армас Аарнио, также известный как Мотти-Матти (24 февраля 1901, Коувола — 16 декабря 1984), — финский военный деятель, офицер, считавшийся экспертом по боевым действиям в «котлах», один из самых известных участников кампании по завоеванию Ладожской Карелии во Второй мировой войне.
В молодости вступил в Охранный корпус Финляндии, служил добровольцем во время Гражданской войны в рядах белогвардейцев, сражался на фронте в южной части провинции Саво. Позже он участвовал в Эстонской войне за независимость, в Латвийской войне за независимость и Аунусского похода в Восточную Карелию. Аарнио, после эти конфликтов ушедший в запас, прошёл обучение на лейтенанта в период с 1920 по 1921 год и остался на военной службе в составе Выборгского полка. В 1927 году он окончил военное училище, в 1933 году — военный университет . В 1929 году он получил звание капитана и должность при генштабе.
Во время Зимней войны Аарнио был повышен в звании до майора и командовал 4-м егерским батальоном в Северном Приладожье, в котором под его началом служил в том числе Лаури Тёрни. Его батальон получил известность благодаря атакам на окружённых красноармейцев в битве при Лементти, когда, несмотря на дефицит ресурсов, финны смогли окружить советские войска, создав несколько «котлов». Аарнио была поставлена задача их окончательного окружения и разгрома, для чего в дополнение к его собственному батальону под его командование было передано ещё шесть. Тактика Аарнио заключалась в уничтожении «котлов» в ночное время суток и с близкого расстояния и оказалась успешным. Позже он получил прозвище «Мотти-Матти» (Motti — финское название «котла» на военном сленге).
Во время Советско-финской войны Аарнио получил звание полковника и командовал 9-м егерским полком. Его полк был успешным во время оккупации финнами Ладожской Карелии. В декабре 1941 года он был назначен командующим 56-м егерским полком. Во время Лапландской войны он был командующим 2-м егерским батальоном.
После войны Аарнио служил главой военного округа Ювяскюля. Позже он был арестован прокоммунистической тайной полицией «валпо», выслеживавшей по приказу правительства всех недовольных, но ему удалось бежать в Швецию. Оттуда он эмигрировал в Соединённые Штаты и затем в Венесуэлу. В этой стране Аарнио работал сотрудником министерства общественных работ и преподавал математику и геодезию в военном училище национальной гвардии. В 1952 году он вернулся в Финляндию и работал в страховой компании, а также был генеральным казначеем партии Национальная коалиция по финансовым вопросам. В 1966 году он опубликовал книгу о Зимней войне под названием Talvisodan ihme.